# スウィーニー・トッド (ミュージカル)
『スウィーニー・トッド』（原題　Sweeney Todd, the Demon Barber of Fleet Street）は、19世紀イギリスの伝説、スウィーニー・トッドを題材としたミュージカルである。
ヒュー・ホイーラー脚本、スティーヴン・ソンドハイム作詞作曲。1979年3月1日初演。

## あらすじ
19世紀イギリスのロンドン、フリート街。
流罪となった、理髪師ベンジャミン・バーカー。残した妻と幼い娘を想い流刑地から脱獄した彼は、漂流しているところを水夫アンソニーに助けられる。アンソニーの乗る船で15年振りにロンドンに戻ったベンジャミン・バーカーは、スウィーニー・トッドと名を変え、フリート街にあった自分の理髪店へと向かう。
そこで彼は、かつての店の大家であったパイ屋のミセス・ラヴェットと再会する。彼女から妻と娘に起きた悲劇を聞かされ、自分が無実の罪を着せられたことを悟った彼は、全ての元凶であるターピン判事に復讐を誓う。

## 公演記録

### 1979年ブロードウェイ初演
1979年3月1日 - 1980年6月29日 ブロードウェイ/ユーリス劇場/577公演

#### オリジナル・キャスト
- スウィーニー・トッド（復讐に燃える床屋）：レン・キャリオウ
- ミセス・ラヴェット（パイ屋の主）：アンジェラ・ランズベリー
- 乞食女（スウィーニーの周囲に現れる謎の女）：メール・ルイーズ
- ジョアンナ（スウィーニーの娘。ターピン判事の養女）：サラ・ライス
- アンソニー･ホープ（ジョアンナに心を寄せる若き船乗り）：ヴィクター・ガーバー
- ターピン判事（スウィーニーを無実の罪に落とし入れた張本人）：エドモンド・リンテック
- ビードル・バンフォード（タービンの子飼いの役人）：ジャック・エリック・ウィリアムス
- トバイアス・ラグ（ミセス・ラヴェットを慕う、素朴で純粋な青年）：ケン・ジェニングス

#### オリジナル・スタッフ
- ディレクター：ハロルド・プリンス
- 演出・振付：Larry Fuller
- 美術：Eugene Lee
- 衣裳：Franne Lee
- 照明：Ken Billington

### ほかの主な公演
- 1980年ウェスト・エンド公演
  - 1980年7月2日 - 1980年11月15日 ウエスト・エンド/ドゥルーリー・レーン・ロイヤル劇場
- 1989年ブロードウェイ再演
  - 1989年9月14日 - 1990年2月25日 ブロードウェイ/スクエア劇場/189公演

1989年度トニー賞に6部門ノミネート。ミュージカル演出賞とミュージカル音響デザイン賞を受賞
- 2005年ブロードウェイ再再演
  - 2005年11月3日 - 2006年9月3日 ブロードウェイ/ユージンオニール劇場/384公演
- 2023年ブロードウェイ再再再演
  - 2023年3月36日 - ブロードウェイ/ラント＝フォンタン劇場/現在上演中

　　トーマス・カイルによる新演出。2023年度トニー賞に6部門ノミネート。レコーディングアルバムが、2023年度グラミー賞最優秀ミュージカル・ショー・アルバム賞にノミネート。

## 受賞
1979年度トニー賞8部門受賞
- 最優秀ミュージカル作品賞
- 最優秀ミュージカル脚本賞
- 最優秀作詞作曲賞
- 最優秀ミュージカル主演男優賞
- 最優秀ミュージカル主演女優賞
- 最優秀ミュージカル演出賞
- 最優秀ミュージカル装置デザイン賞
- 最優秀ミュージカル衣装デザイン賞

## 日本における公演

### 初演
1981年に鈴木忠志演出、市川染五郎（現・松本白鸚）と鳳蘭主演で帝国劇場で上演された。
- スウィーニー・トッド：市川染五郎（現・松本白鸚）
- ラヴェット夫人：鳳蘭
- 乞食女：市原悦子
- ジョアンナ：沢田亜矢子
- アンソニー：立川三貴
- ターピン判事：中丸忠雄

### 亜門版
2007年、26年ぶりの上演となり、大竹しのぶのミュージカル初主演としても話題になった。

#### スタッフ
演出：宮本亜門
主催・企画・制作：フジテレビ・ホリプロ

#### キャスト
- スウィーニー・トッド：市村正親
- ラヴェット夫人：大竹しのぶ
- 乞食女：キムラ緑子
- ジョアンナ：ソニン
- アンソニー：城田優
- ターピン判事：立川三貴
- ビードル：斉藤暁
- トバイアス：武田真治

#### 公演記録
| 年月日                        | 会場                             |
| ----------------------------- | -------------------------------- |
| 2007年1月5日 - 2007年1月29日  | 東京・日生劇場                   |
| 2007年2月2日 - 2007年2月3日   | 松本・松本市民芸術館             |
| 2007年2月8日 - 2007年2月10日  | 愛知・愛知厚生年金会館           |
| 2007年2月15日- 2007年2月18日  | 大阪・イオン化粧品シアターBRAVA! |
| 2007年2月22日 - 2007年2月24日 | 福岡・北九州芸術劇場             |

### 亜門版再演
2011年、宮本亜門演出で再演された。

#### スタッフ
演出：宮本亜門
主催・企画・制作：フジテレビジョン・ホリプロ

#### キャスト
- スウィーニー・トッド：市村正親
- ミセス・ラヴェット：大竹しのぶ
- 乞食女：キムラ緑子
- ジョアンナ：ソニン
- アンソニー：田代万里生
- ターピン判事：安崎求
- ビードル：斉藤暁
- トバイアス：武田真治

#### 公演記録
| 年月日                  | 会場                        |
| ----------------------- | --------------------------- |
| 2011年5月14日 - 6月5日  | 東京・青山劇場              |
| 2011年6月9日 - 6月12日  | 大阪・シアターBRAVA!        |
| 2011年6月18日 - 6月19日 | 広島・ALSOKホール           |
| 2011年6月25日           | 長崎・ブリックホール        |
| 2011年7月1日 - 7月3日   | 愛知・愛知県芸術劇場        |
| 2011年7月9日 - 7月10日  | 神奈川・KAAT 神奈川芸術劇場 |

### 亜門版3回目公演
2013年、宮本亜門演出で再々演が決定した。

#### スタッフ
演出：宮本亜門
主催・企画・制作：フジテレビジョン・ホリプロ

#### キャスト
- スウィーニー・トッド：市村正親
- ミセス・ラヴェット：大竹しのぶ
- 女乞食：芳本美代子
- ジョアンナ：高畑充希
- アンソニー：柿澤勇人
- ターピン判事：安崎求
- ビードル：斉藤暁
- トバイアス：武田真治

#### 公演記録
| 年月日                  | 会場                        |
| ----------------------- | --------------------------- |
| 2013年5月5日 - 5月6日   | 神奈川・KAAT 神奈川芸術劇場 |
| 2013年5月10日 - 5月12日 | 大阪・シアターBRAVA!        |
| 2013年5月16日 - 6月2日  | 東京・青山劇場              |
| 2013年6月8日 - 6月9日   | 愛知・愛知県芸術劇場        |

### 亜門版4回目公演
2016年、宮本亜門演出で再々演が決定した。

#### スタッフ
演出：宮本亜門
主催・企画・制作：フジテレビジョン・ホリプロ

#### キャスト
- スウィーニー・トッド：市村正親
- ミセス・ラヴェット：大竹しのぶ
- 女乞食：芳本美代子
- ジョアンナ：唯月ふうか
- アンソニー：田代万里生
- ターピン判事：安崎求
- ビードル：斉藤暁
- トバイアス：武田真治

#### 公演記録
| 年月日                  | 会場                            |
| ----------------------- | ------------------------------- |
| 2016年4月14日 - 5月8日  | 東京・東京芸術劇場 プレイハウス |
| 2016年5月13日 - 5月15日 | 大阪・シアターBRAVA!            |
| 2016年5月20日 - 5月22日 | 愛知・愛知県芸術劇場 大ホール   |

### 亜門版5回目公演
2024年、宮本亜門演出で再々演が決定した

#### スタッフ
演出：宮本亜門
主催・企画・制作：フジテレビジョン・ホリプロ

#### キャスト
- スウィーニー・トッド：市村正親
- ミセス・ラヴェット：大竹しのぶ
- 女乞食：マルシア
- ジョアンナ：唯月ふうか/熊谷彩春（Wキャスト）
- アンソニー：山崎大輝/糸川耀士郎（Wキャスト）
- ターピン判事：安崎求/上原理生（Wキャスト）
- ビードル：こがけん
- トバイアス：武田真治/加藤諒（Wキャスト）

#### 公演記録
| 年月日               | 会場                                               |
| -------------------- | -------------------------------------------------- |
| 2024年3月9日 - 30日  | 東京・東京建物Brillia HALL（豊島区立芸術文化劇場） |
| 2024年4月12日 - 14日 | 宮城・東京エレクトロンホール宮城                   |
| 2024年4月19日 - 21日 | 埼玉県・ウェスタ川越 大ホール                      |
| 2024年4月27日 - 29日 | 大阪府・梅田芸術劇場 メインホール                  |